# Hyponeuma griseata
Hyponeuma griseata är en fjärilsart som beskrevs av George Thomas Bethune-Baker 1908. Hyponeuma griseata ingår i släktet Hyponeuma och familjen nattflyn. Inga underarter finns listade i Catalogue of Life.